# AEK Bank 1826

Muster eines Kassascheines der Amtsersparniskasse Thun

Die AEK Bank 1826 (Eigenschreibweise AEK BANK 1826, bis 2006 Amtsersparniskasse Thun) mit Sitz in Thun ist eine Schweizer Regionalbank mit 14 Niederlassungen. Sie wurde 1826 gegründet und ist in Form einer Genossenschaft organisiert. Das Geschäftsgebiet ist der Kanton Bern.
Zu den Mitbegründern zählte der Thuner Politiker Carl Friedrich Ludwig Lohner, der 1829, 1830, 1841, 1842, 1845 sowie 1846 als Präsident der Bank vorstand.
Ihr Tätigkeitsgebiet liegt traditionell im Retail Banking, im Finanzierungsgeschäft, im Private Banking und im Bankgeschäft mit kleinen und mittleren Unternehmen. Sie beschäftigt 159 Mitarbeiter und hatte per Ende 2024 eine Bilanzsumme von 5.744 Milliarden Schweizer Franken.